# روبرت ويليام دونيلي
روبرت ويليام دونيلي (بالإنجليزية: Robert William Donnelly)‏ هو كاهن كاثوليكي أمريكي، ولد في 22 مارس 1931 في توليدو في الولايات المتحدة، وتوفي بنفس المكان في 21 يوليو 2014.